# Neuflize
Neuflize är en kommun i departementet Ardennes i regionen Grand Est (tidigare regionen Champagne-Ardenne) i nordöstra Frankrike. Kommunen ligger  i kantonen Juniville som ligger i arrondissementet Rethel. År 2022 hade Neuflize 850 invånare.

## Befolkningsutveckling
Antalet invånare i kommunen Neuflize
Referens: INSEE